# Mohamed Elyounoussi
Mohamed Elyounoussi (ar. محمد اليونسي, ur. 4 sierpnia 1994 w Al-Husajma) – norweski piłkarz pochodzenia marokańskiego występujący na pozycji napastnika w duńskim klubie FC København oraz w reprezentacji Norwegii. Jest kuzynem Tarika Elyounoussi, także piłkarza i reprezentanta Norwegii.

## Kariera klubowa

### Norwegia
Swoją karierę piłkarską Elyounoussi rozpoczął w klubie Sarpsborg FK. Następnie podjął treningi w Sarpsborg 08 FF. W sezonie 2011 awansował do pierwszego zespołu Sarpsborga 08. 8 maja 2011 roku zadebiutował w rozgrywkach Tippeligaen w przegranym 0:1 wyjazdowym meczu z Odds BK. Na koniec sezonu spadł z Sarpsborgiem 08 do 1. divisjon. Po degradacji stał się podstawowym zawodnikiem pierwszej drużyny. W kolejnym sezonie wraz z klubem powrócił do Tippeligaen. W Sarpsborgu 08 grał również w sezonie 2013.
Na początku 2014 roku Elyounoussi został zawodnikiem Molde FK. W tym zespole zadebiutował 28 marca 2014 roku w zwycięskim 2:0 domowym meczu z Vålerenga Fotball. W sezonie 2014 wywalczył z Molde tytuł mistrza Norwegii. W listopadzie 2014 roku wystąpił w wygranym 2:0 finale Pucharu Norwegii z Odds BK, w którym strzelił jednego z goli.

### FC Basel
6 czerwca 2016 roku dołączył do szwajcarskiej drużyny FC Basel, podpisując 3-letni kontrakt. 24 lipca zadebiutował w tym zespole w wygranym 3:0 ligowym meczu z FC Sion, zaś 31 lipca w spotkaniu z FC Vaduz (5:1) zdobył swoją pierwszą bramkę. W sezonie 2016/17 wywalczył mistrzostwo oraz Puchar Szwajcarii. 

### Southampton
29 czerwca 2018 roku za 16 mln funtów przeniósł się do Southampton F.C., związując się 5-letnią umową. W Premier League zadebiutował 12 sierpnia w spotkaniu z Burnley.

### Celtic
Latem 2019 roku został wypożyczony do Celticu. W Scottish Premiership swój pierwszy mecz rozegrał 14 września 2019 roku z Hamilton Academical. W drużynie z Glasgow rozegrał dwa sezony, podczas których wywalczył mistrzostwo kraju, Puchar Szkocji oraz Puchar Ligi Szkockiej. Po wypożyczeniu występował przez dwa lata w Southampton.

### FC København
27 lipca 2023 roku został piłkarzem FC København.
| Sezon     | Klub            | Kraj       | Rozgrywki            | Mecze | Gole |
| --------- | --------------- | ---------- | -------------------- | ----- | ---- |
| 2011      | Sarpsborg 08 FF | Norwegia   | Tippeligaen          | 9     | 0    |
| 2012      | Sarpsborg 08 FF | Norwegia   | 1. divisjon          | 26    | 9    |
| 2013      | Sarpsborg 08 FF | Norwegia   | Tippeligaen          | 29    | 6    |
| 2014      | Molde FK        | Norwegia   | Tippeligaen          | 30    | 13   |
| 2015      | Molde FK        | Norwegia   | Tippeligaen          | 28    | 12   |
| 2016      | Molde FK        | Norwegia   | Tippeligaen          | 12    | 5    |
| 2016/2017 | FC Basel        | Szwajcaria | Swiss Super League   | 32    | 10   |
| 2017/2018 | FC Basel        | Szwajcaria | Swiss Super League   | 33    | 11   |
| 2018/2019 | Southampton     | Anglia     | Premier League       | 16    | 0    |
| 2019/2020 | Celtic (wyp.)   | Szkocja    | Scottish Premiership | 10    | 4    |
| 2020/2021 | Celtic (wyp.)   | Szkocja    | Scottish Premiership | 34    | 10   |
| 2021/2022 | Southampton     | Anglia     | Premier League       | 30    | 4    |
| 2022/2023 | Southampton     | Anglia     | Premier League       | 33    | 1    |
| 2023/2024 | FC København    | Dania      | Superligaen          | 1     | 0    |

## Kariera reprezentacyjna
Elyounoussi występował w młodzieżowych reprezentacjach Norwegii. W dorosłej reprezentacji zadebiutował 18 stycznia 2014 w przegranym 0:3 towarzyskim meczu z Polską, rozegranym w Abu Zabi, gdy w 33. minucie zmienił Erika Husekleppa. Pierwszą bramkę zdobył 13 czerwca 2017 roku w spotkaniu ze Szwecją.

## Sukcesy
Molde
- Mistrzostwo Norwegii: 2014
- Puchar Norwegii: 2014

Basel
- Mistrzostwo Szwajcarii: 2016/2017
- Puchar Szwajcarii: 2016/2017

Celtic
- Mistrzostwo Szkocji: 2019/2020
- Puchar Szkocji: 2019/2020
- Puchar Ligi Szkockiej: 2019/2020